# Urna (Nunatak)
Urna (norwegisch für Urne) ist ein 2460 m hoher Nunatak im ostantarktischen Königin-Maud-Land. In den Russkiye Mountains ragt er südlich des Sarkofagen auf.
Wissenschaftler des Norwegischen Polarinstituts benannten ihn 1968.